# Margaretha Maria Snouck van Loosen
Margaretha Maria Snouck van Loosen (Enkhuizen, 6 september 1807 – aldaar, 30 oktober 1885) was een Nederlandse die vooral bekend werd door haar filantropische werken in en om Enkhuizen. Zij was de stichteres van het Snouck van Loosenfonds en liet bij leven onder andere verschillende andere maatschappelijke goede doelen oprichten.

## Biografie

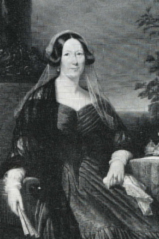
Margaretha Maria Snouck van Loosen, 1850

Margaretha Maria Snouck van Loosen werd in 1807 als jongste dochter geboren in het gezin van Samuël Snouck van Loosen (geboren Snoeck) en Cornelia Petronella van Loosen. De familie Van Loosen was voor het huwelijk al een belangrijke regentenfamilie in de stad Enkhuizen. In het gezin van Samuel en Cornelia worden alleen dochters geboren, zeven in totaal. Een overleed jong (in 1811). Vermoedelijk kregen de zussen thuis onderwijs en werden daarbij voorbereid op hun huwelijkse taken.
Cornelia Eva huwde met jhr. Pieter Opperdoes van Alewijn en verhuisde naar Villa Alewijn in Hoorn, Theodora Matthia trouwde met Nicolaas Quast van Rijneveld. De overgebleven drie, waaronder Margaretha Maria, blijven hun hele leven vrijgezel en in het ouderlijk huis. Dit huis, het Snouck van Loosenhuis, werd door grootvader Dirk Semeyns van Loosen en zijn vrouw gebouwd. De zussen en hun ouders bleven hun leven lang in het pand wonen en lieten al die tijd niets aan het huis doen, anders dan onderhoud. Vader Samuel overleed in 1839 en zijn vrouw Cornelia in 1846. Hierna bleef Margaretha Maria samen met haar zussen Anthonia Meynoutje (1795-1875) en Arnoldina Ursula (1803-1876) in het huis wonen. Ze leefden sober en deden aan liefdadigheid. Bekend is dat de zussen hun hele leven in eenvoudige zwarte japonnen gekleed gingen. Een keer per drie maanden huurden de zussen een koets om een rijtoer te maken door Enkhuizen en omgeving. De zussen richtten rond 1862 de inrichting tot het geven van godsdienstonderwijs op. Later zou in de Westerstraat ook een naaischool volgen, die in 1929 reeds werd opgeheven, waarna het de Vrouwen Arbeidsschool werd. In de naaischool werden ook meisjes van armlastige gezinnen van onderwijs voorzien. De dames belegden in staatspapieren en ondersteunden door middel van leningen lokale ondernemers.
Snouck van Loosen stond de laatste jaren bekend als 'de dame'. Omdat zij als laatste van de Snouck van Loosens overbleef, kreeg zij zeggenschap over de volledige erfenis van haar ouders. Ze overleed op 30 oktober 1885, op 78-jarige leeftijd, zonder ooit in het huwelijk getreden te zijn en net als al haar zussen bleef ook zij kinderloos. Haar familiekapitaal liet zij niet na aan neven en nichten, maar aan een op te richten fonds. Een deel van het geld moest wel naar familieleden, maar er ging ook wat naar personeel en vrienden, het grootste deel van het kapitaal ging echter naar het fonds. Bij het legateren keek Snouck van Loosen niet naar de denominatie van de ontvanger van het legaat. Het testament verbood dat 'het kapitaal ooit aan eenig Godshuis of wat het zijn moge vervalle en dat de inkomsten ooit gebruikt mogen worden tot stedelijke uitgaven, gebouwen of inrigtingen…'. Of de bouw van de Snouck van Loosen-ziekeninrichting daarmee in strijd was, is een vraag. Enkhuizen had hier wel degelijk invloed en het was ook een stedelijke instelling.

## Snouck van Loosenfonds
In haar testament liet Margaretha Maria Snouck van Loosen vastleggen dat het grootste deel van het familievermogen, op moment van haar overlijden was dat ongeveer 8 miljoen gulden, aan 'weldadige werken' besteed moest worden. Snouck van Loosen heeft in haar testament ook vast laten leggen wie het fonds zouden gaan beheren. De aangestelde commissionairs waren Wander Lakenman uit Enkhuizen, Gerrit Wendelaar uit Amsterdam en Dirk van Akerlaken uit Hoorn. Zij moesten ook optreden als executeurs-testamentair. Leden van de familie Snoeck maakten bezwaar tegen de uitvoering van het testament. Dit kwam ook doordat Lakenman en Wendelaar zich deels opstelden als begunstigden in plaats van als beheerders. In 1893 deed de Hoge Raad uitspraak in een zaak, in deze uitspraak bevestigden zij dat de executeurs alleen executeurs waren, geen begunstigden.
Om aan hun taak te kunnen gaan voldoen besloot de leiding van het op te richten Snouck van Loosenfonds om de volledige inboedel van het familiehuis te verkopen. Met dit geld en het geld dat overbleef nadat begunstigden hun geld kregen, werd er aan meerdere wensen van Snouck van Loosen voldaan. Een van de expliciete wensen was de bouw van arbeiderswoningen 'van behoorlijke grootte'. Deze woningen worden samen het Snouck van Loosenpark genoemd. In de jaren 90 van de twintigste eeuw waren de weldadige doelen van Margaretha Snouck van Loosen op de achtergrond geraakt. Omdat het Snouck van Loosenhuis in 1998 de deuren moest sluiten door de Wet op de Bejaardenzorg, werd gepoogd om er een museum van te maken. Deze poging werd in 2005 definitief gestaakt.

### Weldadige doelen
De volgende instellingen en bouwwerken werden met geld van het Snouck van Loosenfonds bekostigd:
- Snouck van Loosenhuis (1892)
- Snouck van Loosenboerderij (1894), in 1977 verkocht aan Enkhuizen
- Snouck van Loosenpark (1895-1897), 50 woningen[3]
- Snouck van Loosenziekenhuis (1899), op initiatief van de echtgenote van dhr. Lakenman, in 1960 afgestoten[3]
  - Inrichting, pand voor behandeling van patiënten
  - Zusterhuis, pand waar de zusters verbleven als zij geen dienst hadden

Het Snouck van Loosenhuis bestaat nog, maar staat sinds 1998 leeg. De boerderij is in 1988 afgebrand en omstreeks 2000 definitief gesloopt. Het park werd in de jaren 1970 door het fonds afgestoten en later verkocht aan een woningbouwvereniging; de woningen worden nog altijd verhuurd. Het ziekenhuis werd in 1960 door de stichting afgestoten en maakt onderdeel uit van het Dijklander Ziekenhuis; het fungeert als buitenpoli.